# 柳本賢治
柳本 賢治（やなぎもと かたはる、やないもと かたはる）は、戦国時代の武将。

## 略歴
波多野清秀の子として誕生した。初めは先に仙甫寿登の弟子として僧侶になっていた兄の元清が還俗して波多野氏を継いだため、代わりに仙甫寿登に弟子入りして名を寿犀・号を仲霊と名乗った。ところが、細川高国の命によって13歳で還俗して山科興正寺の寺侍である岩崎太郎左衛門の養子となり、後に永正17年（1520年）に嫡男共々戦死した柳本長治の後継として柳本氏を継いだ。
細川高国に仕えていた摂津国分郡守護・細川尹賢から偏諱を受け賢治と名乗る。また、大永8年（1528年）頃より、長治と一緒に戦死した嫡男（実名不詳）の官途名である弾正忠を用い始める。
薬師寺国盛は「柳本がこじうと」とされており、賢治は大永7年（1527年）以前に国盛の姉妹（薬師寺元一の娘）を娶っていたことがわかる。
大永6年（1526年）、細川高国の家臣であった実弟・香西元盛が細川尹賢の讒言を信じた高国に殺害されると、賢治や兄・波多野元清は阿波国の細川晴元・三好元長らと呼応し反乱を起こし、高国の追討軍を神尾山城に籠り撃退する。翌7年（1527年）に晴元・元長らと共に高国を打ち破る（桂川原の戦い）。高国や12代将軍・足利義晴を京都から近江国へ追い出した上で、足利義晴の弟・義維を堺に迎え、堺公方として擁立した。
その後、享禄元年（1528年）には元長と対立し、晴元に讒言し元長を阿波に追いやり、元長の与党である赤沢幸純や伊丹元扶を攻めるため大和国や摂津に出陣した。巻き返しを図った高国が、縁戚の伊勢国の北畠氏に上洛を要請し、備前国の浦上村宗を頼り畿内を脅かすと、賢治は義晴との和睦を主張したが、義維と晴元に拒絶され、剃髪する。
享禄3年（1530年）、別所就治の要請に応じ、浦上氏方の依藤氏を攻撃するため播磨国に出陣したが、依藤城を攻撃中（依藤城の戦い）、東条谷の玉蓮寺の陣中で浦上村宗の臣島村貴則の放った刺客により暗殺された。
賢治の子・虎満丸が幼年であったため一族の柳本甚次郎がその名代を務めたが、甚次郎は享禄5年（1532年）1月22日に居城の京都三条城で元長率いる阿波軍に討ち取られた。虎満丸は翌天文2年（1533年）に晴元から代官職の安堵を受けていることが確認できるが、その後については不明。また、家臣の山村正次は晴元に従い、後の享禄・天文の乱と山科本願寺の戦いに従軍している。

## 擬制的一族の創出
賢治は、京都近郊の国人の庶流出身の家臣達に柳本姓を名乗らせ、彼らの家格の上昇を図っていた。後世、明智光秀・豊臣秀吉・徳川家康が家臣に明智姓・羽柴姓・松平姓を名乗らせたが、これは名字による家格秩序の形成を目指したものであり、柳本賢治が家臣達に柳本姓を名乗らせたのとは目的が異なると考えられる。柳本姓を名乗った国人は柳本修理亮（鴫野）春重・柳本若狭守（能勢）治頼・柳本忠兵衛（中井）治安・柳本（中井）源七郎・柳本越中守（富盛）吉久・柳本道秋・柳本新三郎がいた。柳本姓を名乗った武士達は柳本家中の上層部を担っており「年寄衆」と呼ばれていた。しかし、内海久長や木島正家のように、柳本を名乗る武士達と連署する立場にありながらも柳本を名乗らない武士もいた。これは上記のように、柳本姓は家格の低い武士を取り立てる目的で名乗らせていたからであると考えられる。